# هوستیویتسه
هوستیویتسه (به چکی: Hostivice) یک منطقهٔ مسکونی و شهرستان دارای شهرک سابقاً روستا در جمهوری چک است که در ناحیه پراگ-غرب واقع شده‌است. هوستیویتسه ۷٬۶۱۳ نفر جمعیت دارد.